# Чешка на Светском првенству у атлетици на отвореном 2013.
Чешка је на 14. Светском првенству у атлетици на отвореном 2013. одржаном у Москви од 10. до 18. августа, учествовала једанаести пут, односно учествовала је под данашњим именом на свим првенствима од 1993. до данас. Репрезентацију Чешке представљало је 28 такмичара (14 мушкараца и 14 жена)који су се такмичили у 18 (8 мушких и 10 женских) дисциплина.,
На овом првенству Чешка је по броју освојених медаља делила 8. место са три медаље (две златне и једна бронзана). Оборена су четири национална рекорда, један светски рекорд сезоне, четири лична и два најбоља лична резултата у сезони. У табели успешности према броју и пласману такмичара који су учествовали у финалним такмичењима (првих 8 такмичара) Чешка Република је са 10 учесника у финалу на 13. месту са 38 бода.
| Плас. | Земља | 1. место | 2. место | 3. место | 4. место | 5. место | 6. место | 7. место | 8. место | Бр. финал. | Бод. |
| ----- | ----- | -------- | -------- | -------- | -------- | -------- | -------- | -------- | -------- | ---------- | ---- |
| 13.   | Чешка | 2        | 0        | 1        | 0        | 2        | 0        | 3        | 2        | 10         | 38   |

## Учесници
| Мушкарци: - Павел Маслак — 400 м, 4 × 400 м - Јан Кубиста — 800 м - Мартин Мазач — 110 м препоне - Данијел Немечек — 4 × 400 м - Петр Личи — 4 × 400 м - Јан Тесар — 4 × 400 м - Јарослав Баба — Скок увис - Јан Кудличка — Скок мотком - Михал Балнер — Скок мотком - Ладислав Прашил — Бацање кугле - Мартин Сташек — Бацање кугле - Антонин Жалски — Бацање кугле - Лукаш Мелих — Бацање кладива - Витјезслав Весели — Бацање копља | Жене: - Катержина Чехова — 100 м - Ленка Масна — 800 м - Луција Шкробакова — 100 м препоне - Зузана Хејнова — 400 м препоне, 4 × 400 м - Дениза Росолова — 400 м препоне, 4 × 400 м - Јитка Бартоничкова — 4 × 400 м - Јана Сланинова — 4 × 400 м - Силва Шкабрахова — 4 × 400 м - Анежка Драхотова — Ходање 20 км - Луси Пелантова — Ходање 20 км - Јиржина Птачњикова — Скок мотком - Јана Корешова — Скок удаљ - Тереза Кралова — Бацање кладива - Елишка Клучинова — Седмобој |  |

## Освајачи медаља

### Злато (2)
- Зузана Хејнова — 400 м препоне
- Витјезслав Весели — Бацање копља

### Бронза (1)
- Лукаш Мелих — Бацање кладива

## Резултати

### Мушкарци
| Атлетичар                                        | Дисциплина     | Лични рекорд | Квалификације | Квалификације | Полуфинале            | Полуфинале            | Финале                | Финале       | Детаљи |
| Атлетичар                                        | Дисциплина     | Лични рекорд | Резултат      | Место         | Резултат              | Место                 | Резултат              | Место        | Детаљи |
| ------------------------------------------------ | -------------- | ------------ | ------------- | ------------- | --------------------- | --------------------- | --------------------- | ------------ | ------ |
| Павел Маслак                                     | 400 м          | 44,91 НР     | 45,44 КВ      | 3. у гр. 3    | 44,84 кв, НР          | 3. у гр. 3            | 44,91                 | 5 / 32 (35)  |        |
| Јан Кубиста                                      | 800 м          | 1:46,16      | 1:47,66       | 4. у гр. 6    | Нису се квалификовали | Нису се квалификовали | Нису се квалификовали | 25 / 47 (49) |        |
| Мартин Мазач                                     | 110 м препоне  | 13,48        | 13,52         | 7. у гр. 1    | Нису се квалификовали | Нису се квалификовали | Нису се квалификовали | 17 / 33 (34) |        |
| Данијел Немечек Павел Маслак Петр Личи Јан Тесар | 4 х 400 м      | 1:22,42 НР   | 3:04,54 НРС   | 7. у гр. 3    |                       |                       | Нису се квалификовали | 19 / 24      |        |
| Јарослав Баба                                    | Скок увис      | 2,28         | 2,26          | 8. у гр. А    | 14 / 32 (34)          |                       | Нису се квалификовали |              |        |
| Јан Кудличка                                     | Скок мотком    | 5.83 НР      | 5,65 кв       | 1. у гр. А    | 5,75                  | 5 / 33 (40)           |                       |              |        |
| Михал Балнер                                     | Скок мотком    | 5,76         | Без пласмана  | Без пласмана  | Није се квалификовао  | Није се квалификовао  |                       |              |        |
| Ладислав Прашил                                  | Бацање кугле   | 21,47        | 20,90 КВ      | 1. у гр. А    | 20,98                 | 5 / 29                |                       |              |        |
| Мартин Сташек                                    | Бацање кугле   | 20,98        | 20,04 кв      | 7. у гр. Б    | 19,10                 | 12 / 29               |                       |              |        |
| Антонин Жалски                                   | Бацање кугле   | 20,71        | 19,76 кв      | 5. у гр. А    | 19,54                 | 11 / 29               |                       |              |        |
| Лукаш Мелих                                      | Бацање кладива | 80,28        | 78,52 КВ      | 2. у гр. А    | 79,36                 |                       |                       |              |        |
| Витјезслав Весели                                | Бацање копља   | 88,34        | 81,51 кв      | 4. у гр. А    | 87,17                 |                       |                       |              |        |

### Жене
| Атлетичарка                                                                        | Дисциплина     | Лични рекорд        | Квалификације   | Квалификације | Полуфинале            | Полуфинале            | Финале                | Финале       | Детаљи |
| Атлетичарка                                                                        | Дисциплина     | Лични рекорд        | Резултат        | Место         | Резултат              | Место                 | Резултат              | Место        | Детаљи |
| ---------------------------------------------------------------------------------- | -------------- | ------------------- | --------------- | ------------- | --------------------- | --------------------- | --------------------- | ------------ | ------ |
| Катержина Чехова                                                                   | 100 м          | 11,32               | 11,67           | 6. у гр. 1    | Није се квалификовала | Није се квалификовала | Није се квалификовала | 34 / 45 (46) |        |
| Ленка Масна                                                                        | 800 м          | 1:59,71             | 2:00,31 кв, ЛРС | 5. у гр 3     | 1:59,56 кв, ЛР        | 5. у гр 1             | 2:00,59               | 8 / 32       |        |
| Луција Шкробакова                                                                  | 100 м препоне  | 12,73 (+0,8 м/с) НР | 13,24           | 5. у гр 1     | Није се квалификовала | Није се квалификовала | Није се квалификовала | 24 / 36 (37) |        |
| Зузана Хејнова                                                                     | 400 м препоне  | 54,24               | 55,25 КВ        | 1. у гр 2     | 53,52                 | 1. у гр 1             | 52,83 СРС, НР         |              |        |
| Дениза Росолова                                                                    | 400 м препоне  | 54,24               | 55,44 КВ        | 1. у гр 1     | 55,14                 | 4. у гр 2             | Није се квалификовала | 11 / 29 (32) |        |
| Анежка Драхотова                                                                   | 20 км ходање   | 1:30:54             |                 |               |                       |                       | 1:29:05 НР            | 7 / 56 (62)  |        |
| Луси Пелантова                                                                     | 20 км ходање   | 1:32:07             | 1:40:23         | 56 / 56 (62)  |                       |                       |                       |              |        |
| Дениса Росолова Јитка Бартоничкова Јана Сланинова Зузана Хејнова Силва Шкабрахова* | 4 х 400 м      | 3:20,32 НР          | 3:30,48         | 4. у гр. 1    |                       |                       | Нису се квалификовале | 11 / 16 (17) |        |
| Јиржина Птачњикова                                                                 | Скок мотком    | 4,76 НР             | 4,55 кв         | 1. у гр Б     | 4,55                  | 8 / 19 (22)           |                       |              |        |
| Јана Корешова                                                                      | Скок удаљ      | 6,65                | 6,18            | 14. у гр А    | Нису се квалификовале | 26 / 29 (31)          |                       |              |        |
| Тереза Кралова                                                                     | Бацање кладива | 70,21               | 64,74           | 11. у гр А    | Нису се квалификовале | 24 / 27               |                       |              |        |

- Атлетичарке у штафети означене звездицама били су резерве и нису учествовале у трци штафете, а означене бројем 2 су учествовали и у некој од појединачних дисциплина.

Седмобој
| Дисциплина    | Елишка Клучинова | Елишка Клучинова | Елишка Клучинова | Елишка Клучинова | Елишка Клучинова |             |
| Дисциплина    | Лични рекорд     | Резултат         | Бод.             | Плас.            | Укупно           | Плас.       |
| ------------- | ---------------- | ---------------- | ---------------- | ---------------- | ---------------- | ----------- |
| 100 м препоне | 14,01            | 13,97 ЛР         | 983              | 23               |                  |             |
| Скок увис     | 1,86             | =1,86 ЛР         | 1.054            | 4                | 2.037            | 8           |
| Бацање кугле  | 14,49i           | 14,19 ЛРС        | 807              | 5                | 2.844            | 5           |
| 200 м         | 24,56            | 24,91            | 895              | 15               | 3.739            | 5           |
| Скок удаљ     | 6,30             | 6,12             | 887              | 11               | 4.626            | 6           |
| Бацање копља  | 50,75            | 45,76            | 778              | 9                | 5.404            | 8           |
| 800 м         | 2:12,82          | 2:12,50 ЛР       | 928              | 10               |                  |             |
| Седмобој      |                  |                  |                  |                  | 6.332 НР         | 7 / 26 (28) |